# Їслюм
Їслюм (нід. Jislum) — село в нідерландській провінції Фрисландія. Входить до муніципалітету Північно-Східна Фрисландія.
Його площа становить 1,67 км², а населення станом на 2021 рік складало 65 осіб.
Перша згадка про населений пункт датується 944 роком.

## Галерея

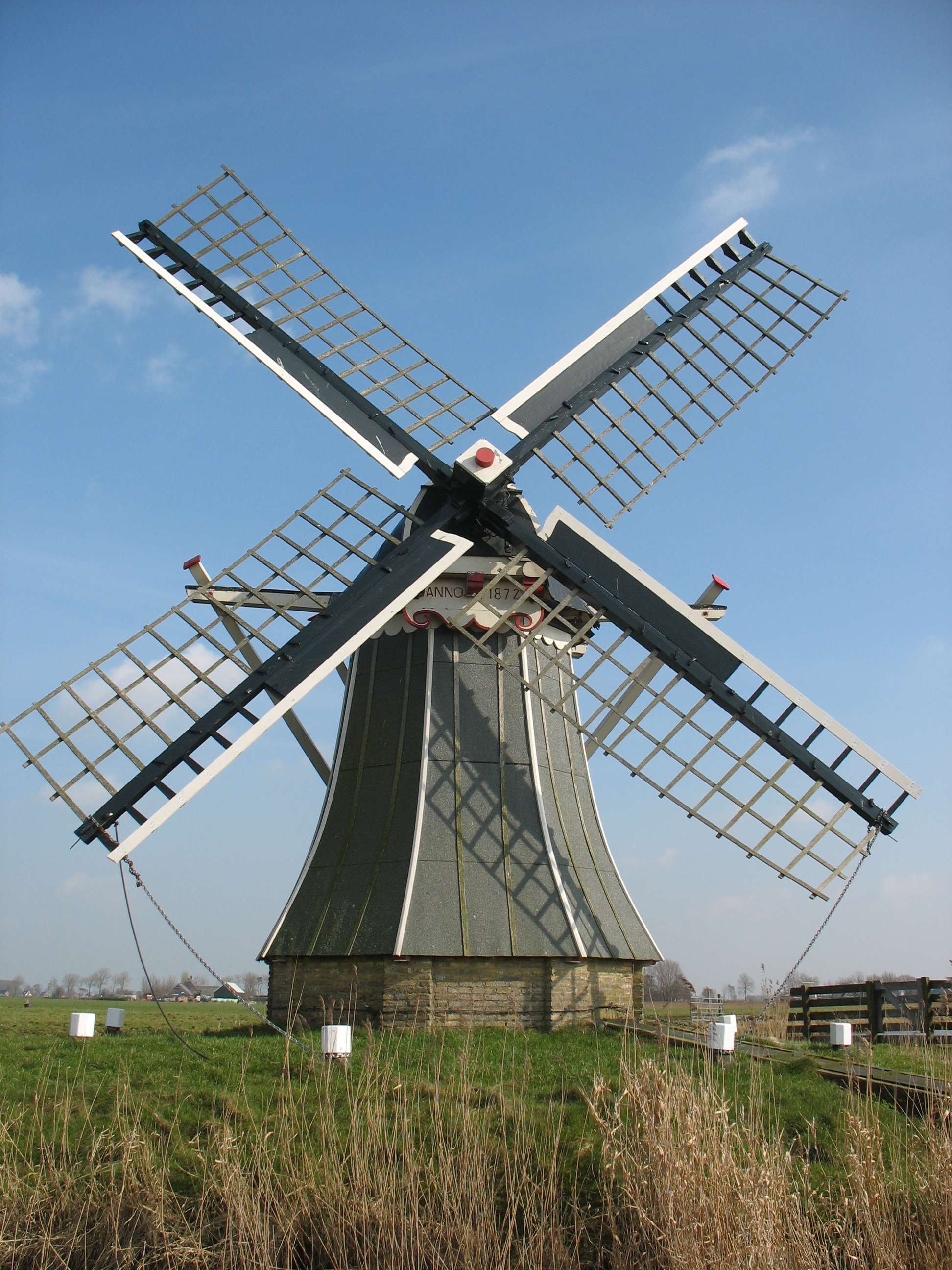
Вітряк De Volharding
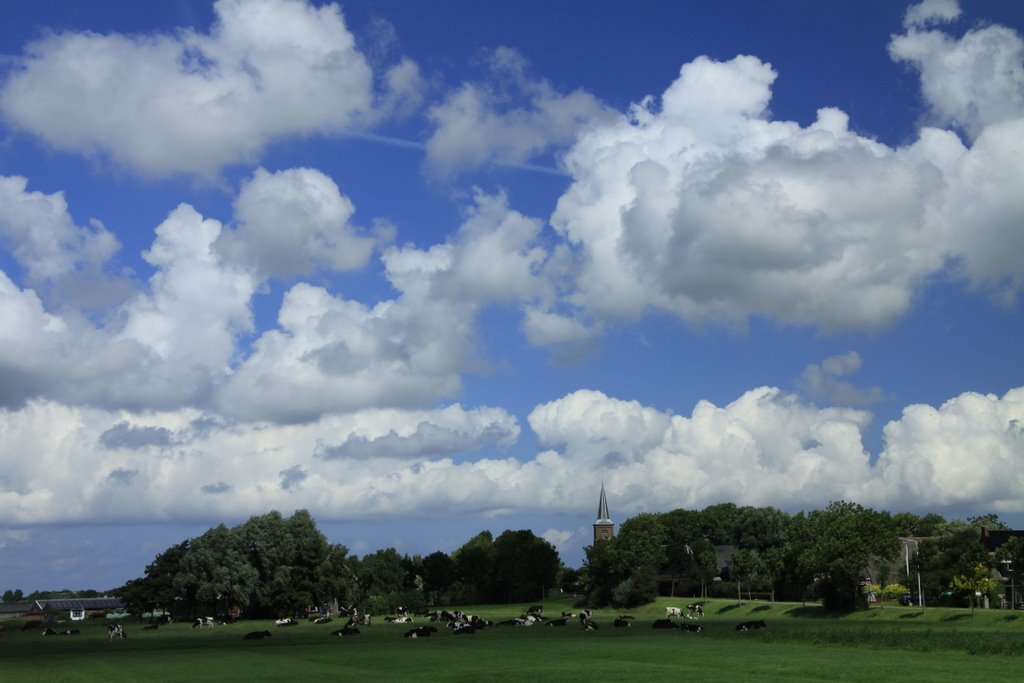
Пейзаж поблизу села
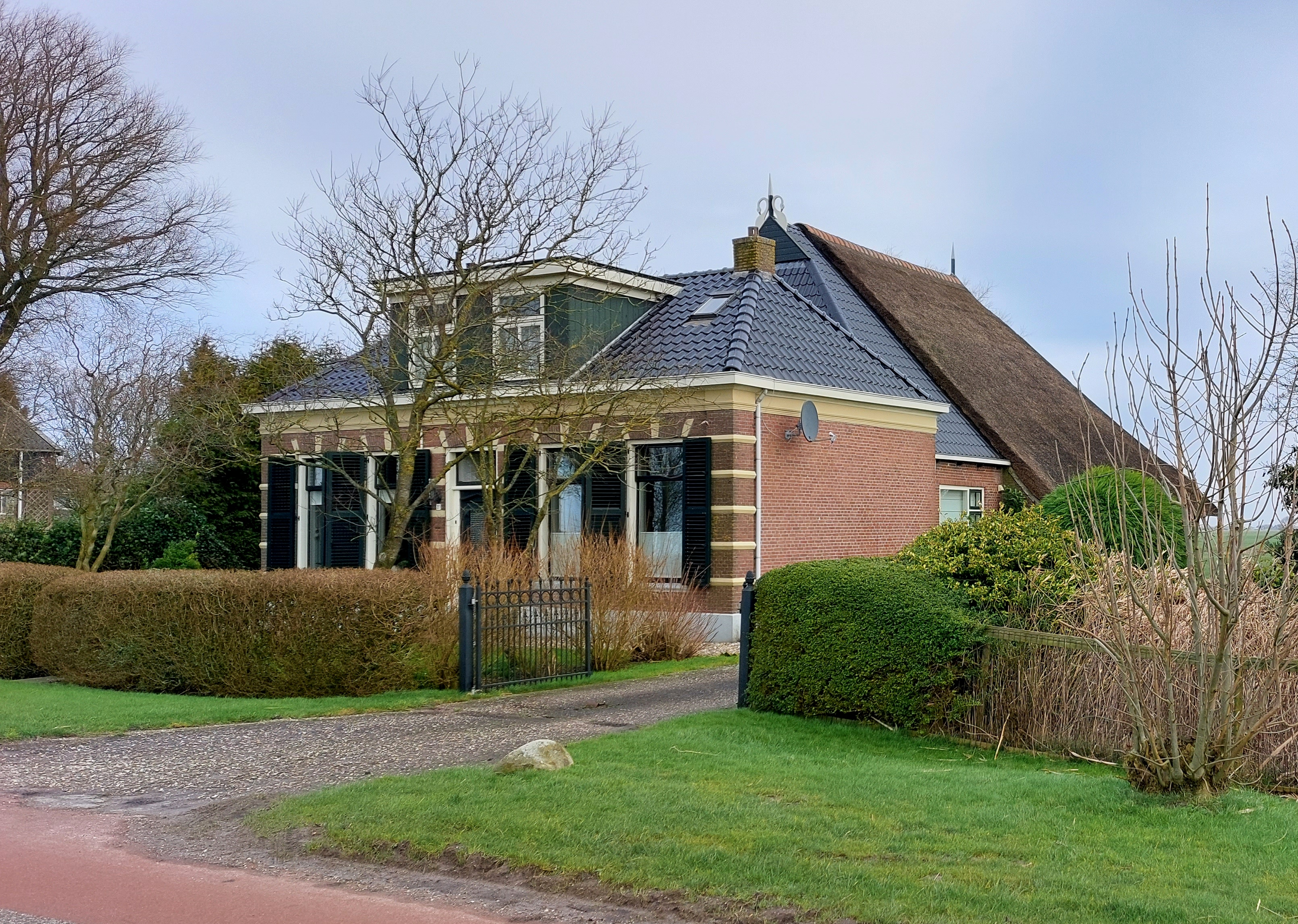
Ферма у Їслюмі